# Азербејџан на Светском првенству у атлетици у дворани 1995.
Азербејџан је учествовао на 5. Светском првенству у атлетици у дворани 1995. одржаном у Барселони од 10. до 12. марта.
У његовом другом учешћу на светским првенствима у дворани Азербејџан су представљала тројица атлетичара, који су се који су се такмичили у 2 атлетске дисциплине.
Атлетичари Азербејџана нису освојили ниједну медаљу, нити је оборен неки рекорд.

## Учесници
Мушкарци:
- Абас Салманов — 60 м
- Васиф Асадов — Троскок
- Алексеј Фатјанов — Троскок

## Резултати

### Мушкарци
| Атлетичар        | Дисциплина | Лични рекорд | Квалификације | Квалификације | Полуфинале           | Полуфинале           | Финале               | Финале       | Детаљи                                     |
| Атлетичар        | Дисциплина | Лични рекорд | Резултат      | Место         | Резултат             | Место                | Резултат             | Место        | Детаљи                                     |
| ---------------- | ---------- | ------------ | ------------- | ------------- | -------------------- | -------------------- | -------------------- | ------------ | ------------------------------------------ |
| Абас Салманов    | 60 м       |              | 7,07          | 6. у гр. 6    | Није се квалификовао | Није се квалификовао | Није се квалификовао | 42 / 50 (54) | Архивирано на веб-сајту (27. октобар 2015) |
| Васиф Асадов     | троскок    | 17,37 НР     | 16,22         | 8. у гр. А    |                      |                      | Није се квалификовао | 17 / 22 (23) | [ мртва веза ]                             |
| Алексеј Фатјанов | троскок    | 16,42о       | 16,29         | 7. у гр. А    | 16 / 22 (23)         |                      | Није се квалификовао |              | [ мртва веза ]                             |